# Allophyes dujardini
Allophyes dujardini är en fjärilsart som beskrevs av Charles Boursin 1968. Allophyes dujardini ingår i släktet Allophyes och familjen nattflyn. Inga underarter finns listade i Catalogue of Life.